# Elezioni europee del 1999 in Germania
Le elezioni europee del 1999 in Germania si sono tenute il 13 giugno.

## Risultati
| Liste  | Liste                                                                              | Gruppo              | Voti       | %     | +/-  | Seggi | +/-     |
| ------ | ---------------------------------------------------------------------------------- | ------------------- | ---------- | ----- | ---- | ----- | ------- |
|        | Unione Cristiano-Democratica di Germania (CDU)                                     | PPE-DE              | 10.628.224 | 39,28 | 7,24 | 43    | 4       |
|        | Partito Socialdemocratico di Germania (SPD)                                        | PSE                 | 8.307.085  | 30,70 | 1,46 | 33    | 7       |
|        | Unione Cristiano-Sociale in Baviera (CSU)                                          | PPE-DE              | 2.540.007  | 9,39  | 2,63 | 10    | 2       |
|        | Alleanza 90/I Verdi (B90/GRÜNEN)                                                   | Verdi/ALE           | 1.741.494  | 6,44  | 3,62 | 7     | 5       |
|        | Partito del Socialismo Democratico (PDS)                                           | GUE/NGL             | 1.567.745  | 5,79  | 1,07 | 6     | 6       |
|        | Partito Liberale Democratico (FDP)                                                 | -                   | 820.371    | 3,03  | 1,04 | -     | Stabile |
|        | I Repubblicani (REP)                                                               | -                   | 461.038    | 1,70  | 2,22 | -     | Stabile |
|        | Partito per l'Umanità, l'Ambiente e la Protezione degli Animali (Tierschutzpartei) | -                   | 185.186    | 0,68  |      | -     |         |
|        | I Grigi - Pantere Grigie (GRAUE)                                                   | -                   | 112.142    | 0,41  |      | -     | Stabile |
|        | Partito Nazionaldemocratico di Germania (NPD)                                      | -                   | 107.662    | 0,40  |      | -     |         |
|        | Partito Femminista Le Donne (Frauen)                                               | -                   | 100.128    | 0,37  |      | -     |         |
|        | Partito Ecologico-Democratico (ÖDP)                                                | -                   | 100.048    | 0,37  |      | -     |         |
|        | Altri <100.000 voti                                                                | Altri <100.000 voti | 388.143    | 1,43  |      | -     |         |
| Totale | Totale                                                                             | Totale              | 27.059.273 |       |      | 99    |         |